# (22005) Willnelson
(22005) Willnelson (1999 XK47) – planetoida z grupy pasa głównego asteroid okrążająca Słońce w ciągu 5,23 lat w średniej odległości 3,01 j.a. Odkryta 7 grudnia 1999 roku.